# Colonna di Arcadio

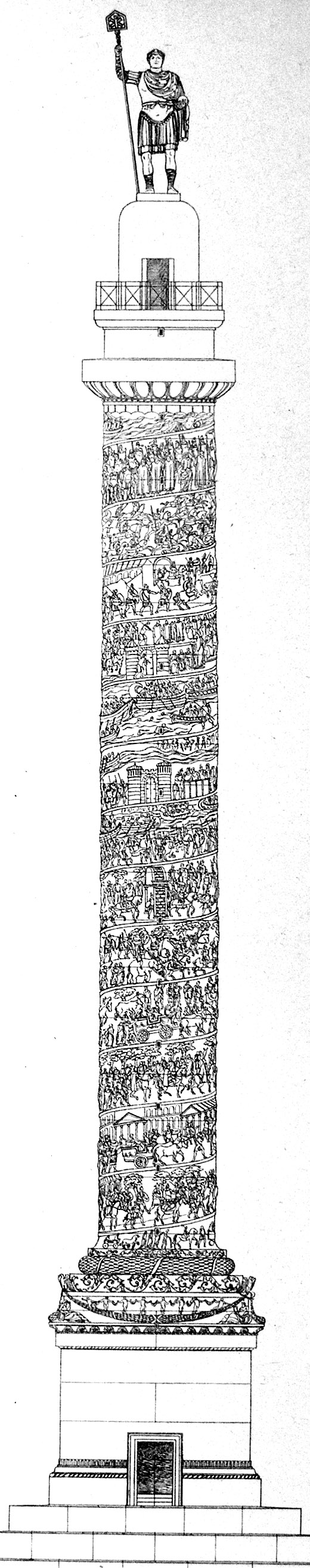
Colonna di Arcadio (ricostruzione ipotetica).

La colonna di Arcadio era una colonna coclide eretta nel 402/403 all'interno dell'omonimo foro a Costantinopoli, per commemorare il trionfo di questo imperatore sui Goti di Gainas nel 400. La decorazione non fu terminata che nel 421, quando Arcadio era già morto da tempo (408); il monumento fu allora dedicato dal nuovo imperatore, Teodosio II, al proprio padre Arcadio.
Ispirato alla colonna di Teodosio, eretta da Teodosio I nel forum Tauri negli anni 380, questo monumento prosegue la tradizione delle colonne coclidi dell'antica Roma, come la colonna di Traiano e la colonna di Marco Aurelio. Le scene rappresentate sulla spirale raffiguravano la vittoria delle armi imperiali contro Gainas, un generale barbaro al servizio dell'impero che si era ribellato ma era stato sconfitto, ed era sormontata da un capitello corinzio recante il chi-ro, a simbolo della devozione cristiana di Arcadio, sul quale era posta una statua dell'imperatore, che fu distrutta da un terremoto nel 704.
La colonna, invece, rimase in piedi ancora per oltre un millennio, prima di essere volutamente demolita nel 1715, quando era ormai sul punto di crollare sugli edifici circostanti. Ora ne resta solo la base mutilata, realizzata in granito rosso, le fondamenta ed alcuni frammenti delle sculture che la ornavano, esposti presso i Musei archeologici di Istanbul. I dettagli della sua decorazione sono però conservati, grazie ad una serie di disegni realizzati nel 1575.

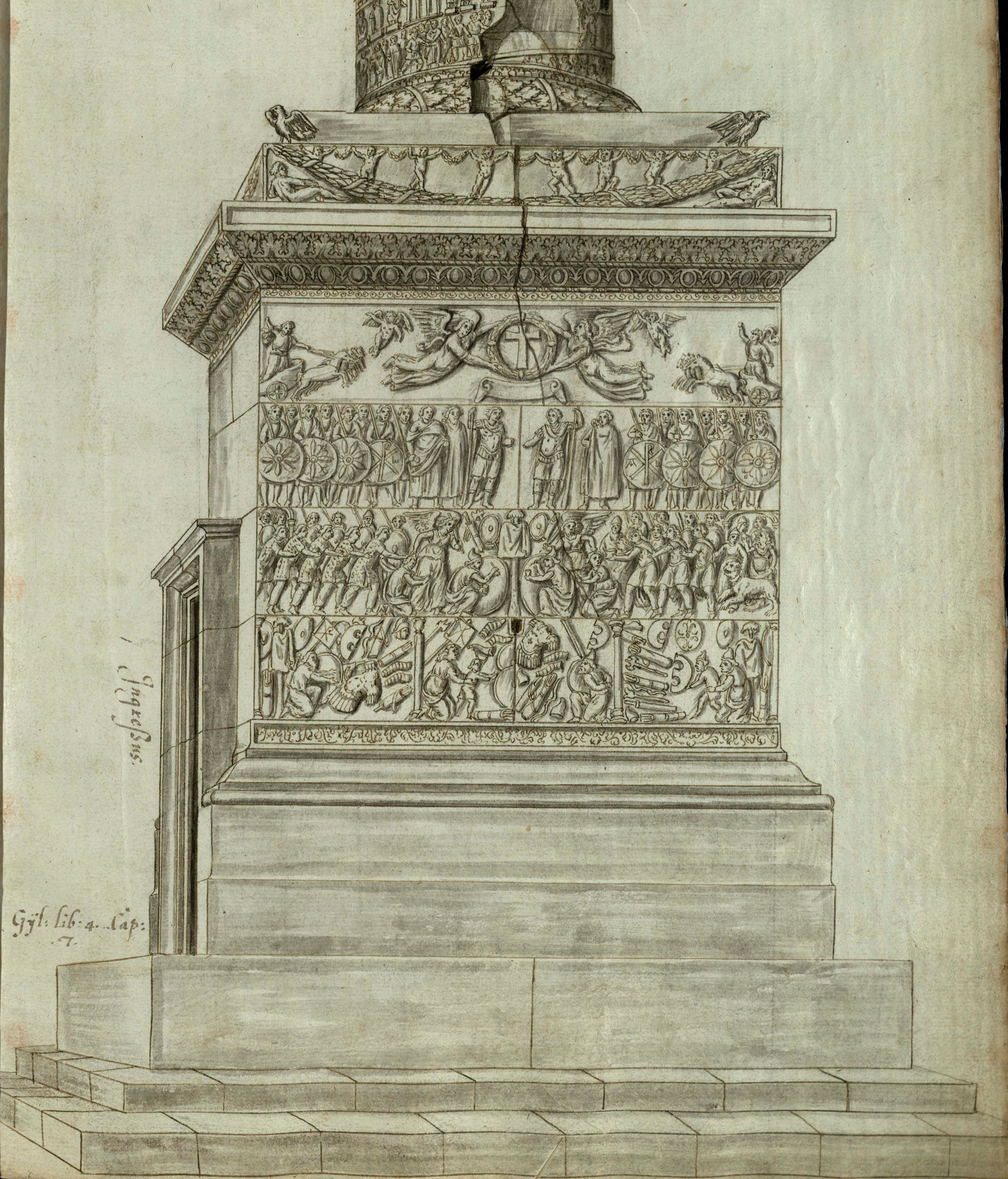
Base della colonna, prospetto ovest
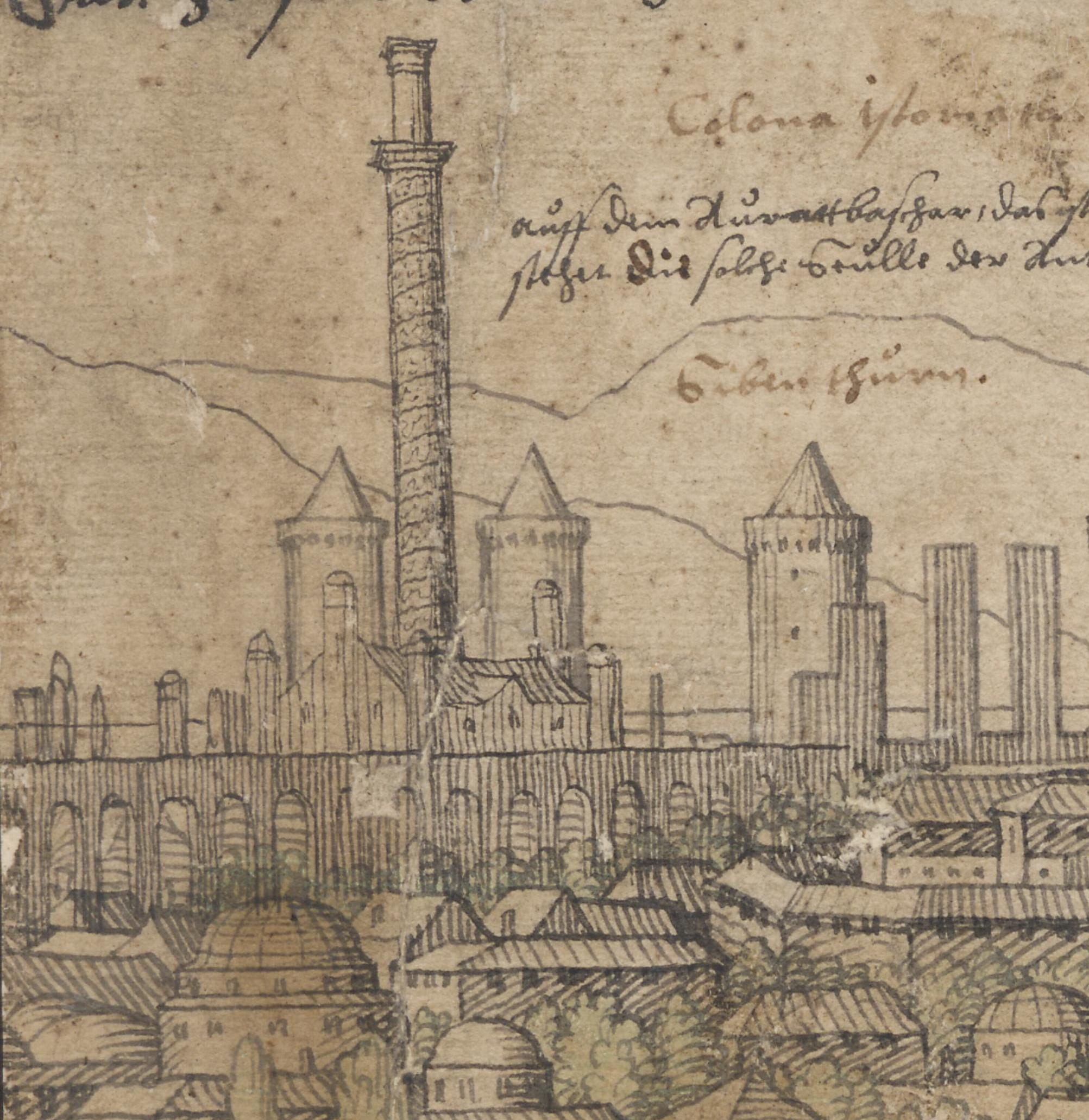
Melchior Lorck, 1559